# Yabelo
Yabelo (scris și Yabello, Yavello, Iavello) este un oraș din Etiopia. În 2005 avea 18.478 de locuitori. Un alt nume al orașului este Obda, care este și numele muntelui din preajmă.